# Jake Owen
Joshua Ryan Owen, född 28 augusti 1981, känd under artistnamnet  Jake Owen, är en amerikansk countrymusik sångare och låtskrivare. Owen uppnådde sin första nummer ett på Billboard countrylista med titelspåret till sitt tredje studioalbum Barefoot Blue Jean Night.

## Diskografi
- Startin' with Me (2006)
- Easy Does It (2009)
- Barefoot Blue Jean Night (2011)
- Days of Gold (2013)
- American Love (2016)
- Greetings from... Jake (2019)

## Tour
- The Summer Never Ends Tour (2012)
- Days of Gold Tour (2014)
- Life's What You Make It Tour (2018)
- Down to the Tiki Tonk Tour (2020)

## Priser och Nomineringar
Vinner - Academy of Country Music (ACM)
- 2008: Top New Male Vocalist[3]

Vinner - American Country Awards
- 2012: Breakthrough Artist of the Year

Nominerad - ACM
- 2008: Top New Artist[3]
- 2008: Single of the Year - Down in the Honkytonk - Jake Owen
- 2018: Vocal Event of the Year - Life in a Northern Town - Jake Owen

Nominerad - American Country Awards
- 2011: Breakthrough Artist of the Year[4]
- 2012: Single By a Breakthrough - Alone With You - Jake Owen
- 2012: Music Video of the Year - Alone With You - Jake Owen
- 2012: Music Video of the Year by a Male - Alone With You - Jake Owen
- 2013: Single By a Male - The One That Got Away - Jake Owen

## Privatliv
Owen gifte sig med modellen Lacey Buchanan den 7 maj 2012 på Vero Beach, Florida. Olive Pearl Owen deras dotter föddes 22 november 2012 (Thanksgiving)..Paret skilde sig i augusti 2015 efter tre års äktenskap. Owen och flickvännen Erica Hartlein välkomnade dottern Paris Hartley Owen den 29 april 2019.